# شهلا رشيدة شورا
شهلا رشيدة شورا هي سياسية وناشطة حقوقية هندية، حاصلة على الدكتوراه في جامعة جواهرلال نهرو. التحقت بالحزب السياسي لحركة جامو وكشمير الشعبية، التي أسسها شاه فيصل في 17 مارس 2019. كانت نائبة رئيس اتحاد طلاب جامعتها (JNUSU) في الفترة 2015-16. كما كانت عضوا في رابطة جميع طلاب الهند (AISA). برزت شورا في الصدارة بينما قادت تحريضا طلابيا داعيا إلى إطلاق سراح كانهايا كومار وعمر خالد وغيرهم ممن قُبض عليهم بتهمة التحريض على الفتنة في فبراير 2016.